# 西宮信安
西宮 信安（にしのみや のぶやす、1920年2月1日 - ）は、日本の外交官。駐アイルランド特命全権大使、駐トルコ特命全権大使、外務省参与などを歴任した。勲二等旭日重光章受章。

## 経歴・人物
東京出身。1937年東京商科大学（現一橋大学）予科入学。1942年同大学学部卒業。1945年在ポルトガル外交官補。同年経済安定本部部員。在オランダ日本国大使館二等書記官、同一等書記官を経て、1956年在ジャカルタ日本国総領事館領事。1958年在インドネシア日本国大使館一等書記官兼在ジャカルタ日本国総領事館領事。1958年通商産業省通商局市場第三課長。1959年通商産業省通商局市場第一課長。1963年在スウェーデン日本国大使館参事官兼在アイスランド日本国公使館参事官。
1965年在ブラジル日本国大使館参事官。1968年参議院参事、参議院事務局渉外部長兼列国議会同盟課長事務取扱。1972年外務省経済局外務参事官。同年駐ザンビア特命全権大使。1973年駐ザンビア兼スワジランド、ボツワナ、レソト特命全権大使。1975年駐アイルランド特命全権大使。1979年から駐トルコ特命全権大使を務め、1983年に退官したが、1988年まで外務省参与を務めた。1990年 勲二等旭日重光章受章。